# Ochrosis ventralis
Ochrosis ventralis là một loài bọ cánh cứng trong họ Chrysomelidae. Loài này được Illiger miêu tả khoa học năm 1807.

## Hình ảnh

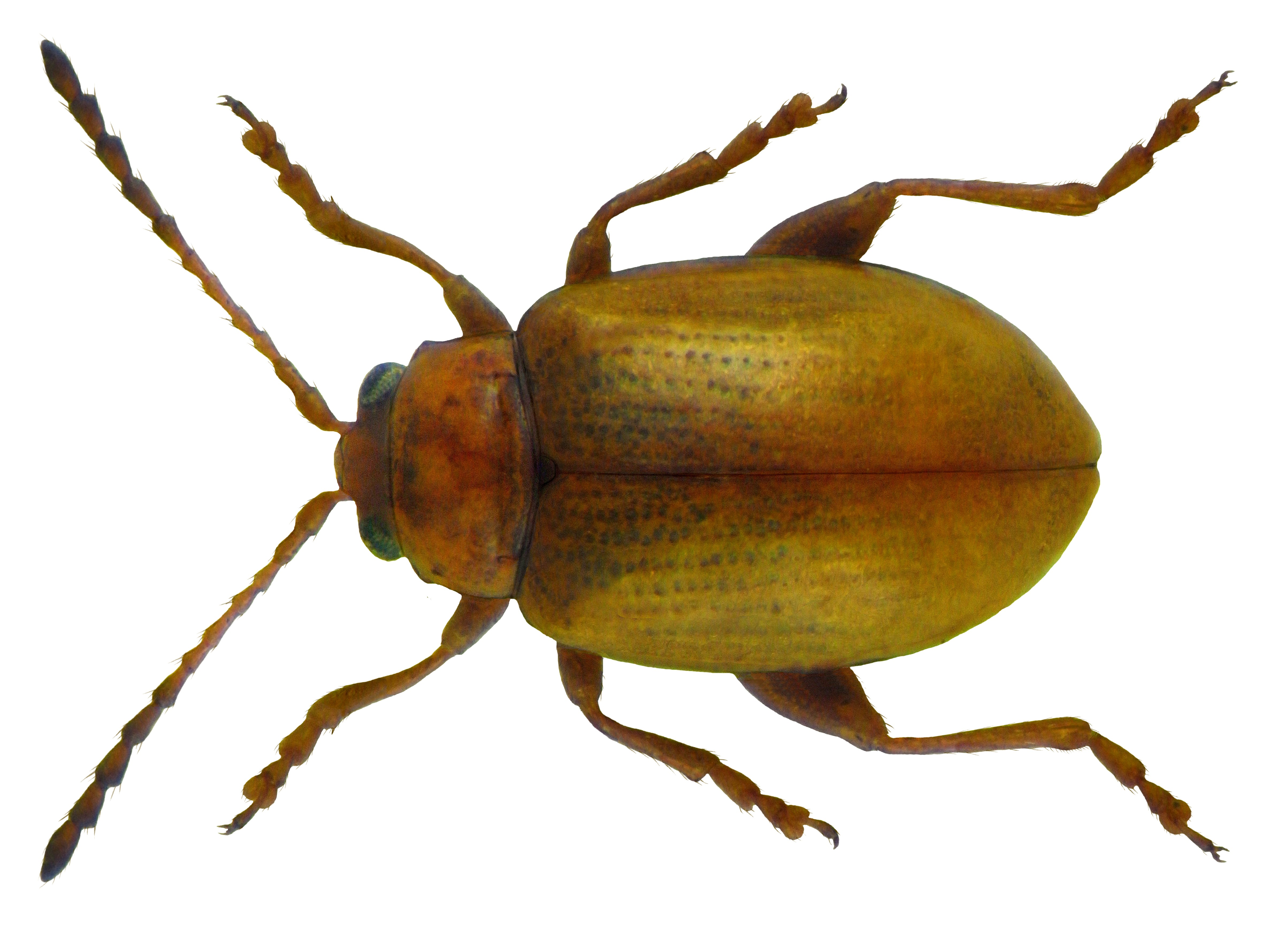